# Mieczysław Cielecki
Mieczysław Cielecki (ur. 12 października 1925 w Zduńskiej Woli, zm. 7 listopada 2017 w Warszawie) – polski ekonomista i dyplomata, ambasador PRL przy UNIDO w Wiedniu (1969–1974) i w Nigerii (1983–1987).

## Życiorys
Mieczysław Cielecki przed 1939 uczęszczał do Gimnazjum im. Adama Asnyka w Kaliszu. Podczas II wojny światowej został wywieziony wraz z rodziną do Kielc. Od 1942 pracował w Warszawie jako robotnik w magazynach budowlanych. Walczył w powstaniu warszawskim na Mokotowie i Śródmieściu jako żołnierz Pułku AK Baszta pod pseudonimem „Wiatr”. Z Warszawy wyszedł z ludnością cywilną. Po wojnie pracował jako robotnik kolejowy w Rabce. W 1946 ukończył Liceum im. Asnyka w Kaliszu oraz studia ekonomiczne w Szkole Głównej Handlowej w Warszawie.
Zawodowo związany z administracją państwową, m.in. z Państwowym Bankiem Rolnym, Centralnym Urzędem Planowania, Państwową Komisją Planowania Gospodarczego, Ministerstwem Finansów (naczelnik wydziału) oraz, od 1964, Ministerstwem Spraw Zagranicznych (m.in. wicedyrektor Departamentu Międzynarodowych Organizacji oraz wicedyrektor Protokołu Dyplomatycznego). I sekretarz w Ambasadzie w Addis Abebie, Stały Przedstawiciel przy Organizacji Narodów Zjednoczonych ds. Rozwoju Przemysłowego w Wiedniu (1969–1974), radca Ambasady w Pekinie (do 1980), Ambasador w Nigerii w Lagos (1983–1987). 
Współtwórca i sekretarz miesięcznika „Finanse”. 
Po przejściu na emeryturę działał w Towarzystwie Przyjaźni Polsko-Nigeryjskiej, Towarzystwie Przyjaźni Polsko-Arabskiej (sekretarz generalny), Związku Kombatantów RP i Byłych Więźniów Politycznych.
Syn Antoniego, działacza PPS i zesłańca na Sybir oraz Marii z domu Dąbrowskiej. Pochowany na cmentarzu Północnym w Warszawie.
W 2010 opublikował autobiografię „Meandry mojego życia”.

## Ordery, odznaczenia, wyróżnienia
- Krzyż Kawalerski Orderu Odrodzenia Polski[4]
- Złoty Krzyż Zasługi[4]
- Srebrny Krzyż Zasługi[4]
- Krzyż Armii Krajowej[4]
- Warszawski Krzyż Powstańczy[4]
- Medal 10-lecia Polski Ludowej (1955)[7]
- członek Galerii Niepospolitych Zduńskowolan (2010)[2]